# Panopsis megistosperma
Panopsis megistosperma är en tvåhjärtbladig växtart som beskrevs av Bonifaz & Cornejo. Panopsis megistosperma ingår i släktet Panopsis och familjen Proteaceae. Inga underarter finns listade i Catalogue of Life.